# Aloïse Guthlin
Pour les articles homonymes, voir Guthlin.
Aloïse Guthlin (ou Aloïs ou Aloyse) est né le 20 décembre 1828 à Folgensbourg (Haut-Rhin) et mort le 20 août 1878 à La Combe-de-Lancey (Isère), français et alsacien, prêtre catholique ordonné le 18 décembre 1852, théologien, écrivain, métaphysicien, défenseur du catholicisme libéral.
Au diocèse de Strasbourg, il est professeur de philosophie au Grand séminaire, puis de grammaire au collège libre Saint-Arbogast de Strasbourg (1851-1855) et de philosophie au collège libre Saint-André de Colmar (1855-1872), également conseiller théologique de André Raess au concile Vatican I (1869). Au diocèse d'Orléans à partir de 1872, il est nommé chanoine honoraire (1875) et vicaire général de Félix Dupanloup (1877).

## Biographie

### Naissance et famille
Il naît le 28 décembre 1828 à Folgensbourg, où sa famille est ancrée depuis des générations. Il est le sixième des huit enfants de François-Joseph Guthlin (1791-1855), boucher, et de Marie-Anne Studer (1795-1834) qui se sont mariés le 19 novembre 1821 dans ce même village. De la fratrie, cinq meurent en bas âge, seuls trois garçons survivent (François-Joseph l'aîné, Aloïse le sixième et Philippe le septième). Le 23 octobre 1834, âgé de seulement six ans, il perd sa mère qui meurt prématurément en couche. Le 24 mai 1837, son père se remarie avec Anne-Marie Grollÿ originaire de Kappelen.
Son frère aîné François-Joseph (1822-1890), menuisier, épouse Marie-Anne Christ (1817-1890), devient père de six enfants, et est membre du conseil général de la Haute-Alsace pendant de longues années. Le second de ses frères est Philippe Guthlin (1831-1888), écrivain, poète, professeur d’allemand, de littérature et de poésie, et époux de Mathilde Delaporte.
L'aîné de ses six neveux et nièces est Joseph Guthlin (1850-1917), prêtre catholique, professeur d'apologétique, chanoine honoraire, docteur en droit canon et canoniste à l'ambassade de France près le Saint-Siège, clerc national, conseiller et prélat du pape.
Parmi les enfants et petits-enfants de Mathilde (1860-1934), la plus jeune de ses neveux et nièces, il y a deux prêtres catholiques en fonction dans le Haut-Rhin, tous deux nés comme lui à Folgensbourg, son petit-neveu le chanoine Philippe Sauner (1890-1956) et son arrière-petit-neveu le curé Philippe Sauner (1943-2020).

### Enfance et scolarité
Aloïse prépare sa première communion avec l’abbé Faninger, curé de Folgensbourg pendant 40 ans et qui connait bien la famille Guthlin. En février 1843, après que son curé lui eut montré une édition polyglotte de L'imitation de Jésus-Christ, il lui manifeste son désir de connaître les langues, et débute avec lui des leçons de latin et d’italien deux fois par semaine,. « L’heureux naturel, la vive imagination, la curiosité ardente et la piété sérieuse de cet enfant » décident son curé à le prendre sous son aile. C'est ainsi qu'il commence avec lui ses études élémentaires et découvre les grands écrivains. Sa vocation de prêtre et de métaphysicien naît et grandit grâce à la rencontre de son curé pour qui il a une véritable admiration. Il est fidèle dans la prière et fréquente l'église de son village. Il se rend un jour au pèlerinage de Mariastein pour demander à Dieu sa bénédiction et pour comprendre davantage sa vocation. Déterminé, il poursuit ses études au petit séminaire de Lachapelle-sous-Rougemont,, dirigé par l’abbé Guénot. En octobre 1844, après quelques mois de préparation, il est admis en classe de 3e. Les cours de rhétorique et de philosophie le familiarisent avec les vérités invisibles dont il deviendra un démonstrateur.

### Étudiant et enseignant, jusqu'à la prêtrise
En novembre 1847, alors qu'il n'est âgé que de 17 ans, il entre au Grand Séminaire de Strasbourg. Il y enseignera aussi la philosophie alors qu'il est encore séminariste. Il songe un moment à devenir religieux dominicain ou jésuite pour se consacrer à l'enseignement, mais se ravise, non seulement en raison de l'opposition de ses amis, mais aussi encouragé par l'ouverture d'un petit séminaire par son évêque Raess dans les locaux de l'ancienne abbaye Saint-Étienne à Strasbourg, bâtisse acquise par son évêque en 1847,,. En effet, Raess, lui confie dès 1848 la classe de sixième du petit séminaire, puis à partir de 1851 la chaire de grammaire du nouvel établissement.
Il est ordonné prêtre pour le diocèse de Strasbourg le 18 décembre 1852 par Raess. Il célèbre sa première messe à Folgensbourg son village natal, premier villageois ordonné prêtre depuis la Révolution française.

### Prêtre et professeur en Alsace (1851-1872)

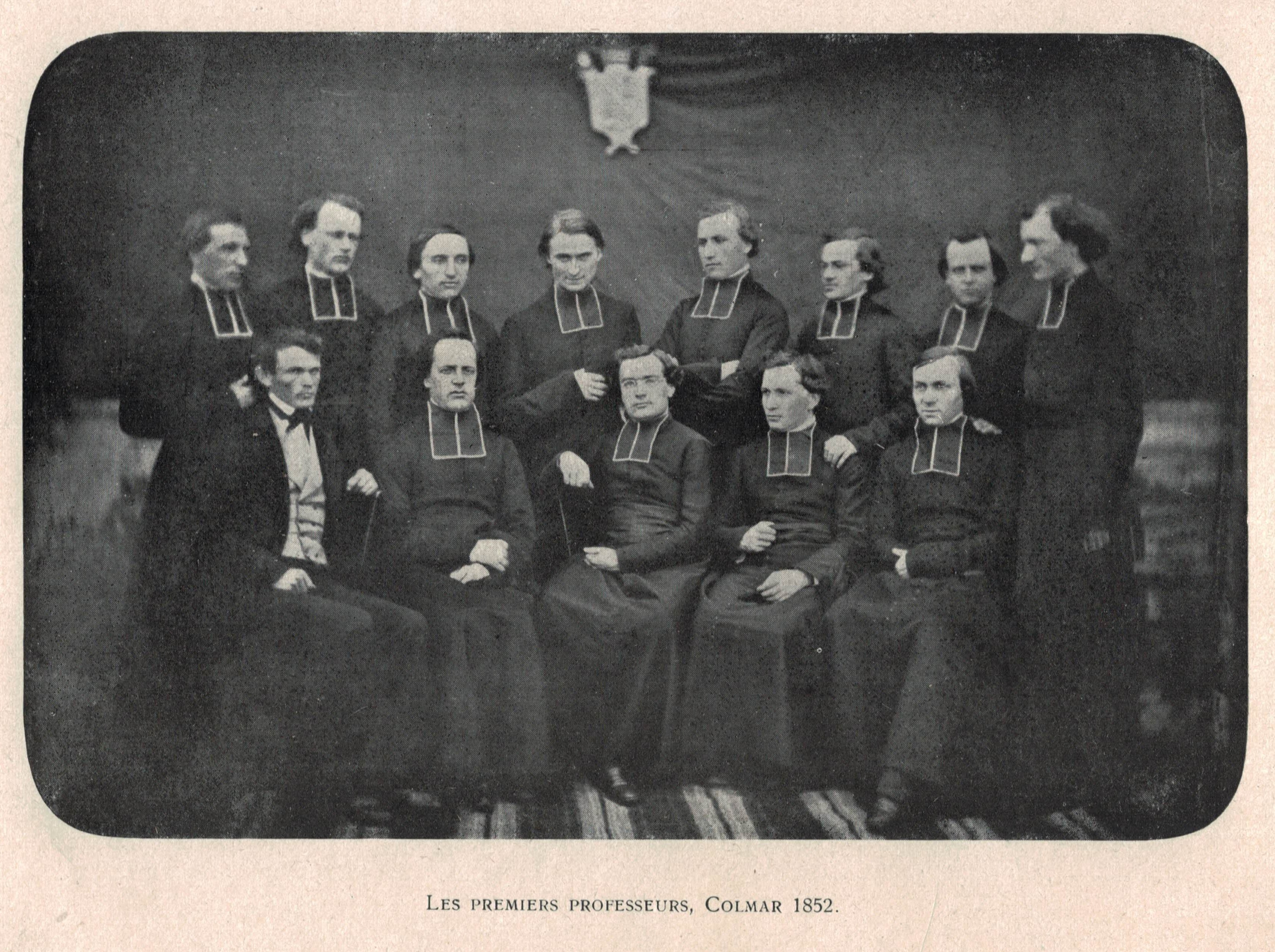
L'équipe fondatrice des enseignants du collège libre Saint-André de Colmar-Lachapelle, dont Aloïse Guthlin (au deuxième rang, quatrième en partant de la gauche)

#### Professeur de grammaire à Strasbourg (1851-1855)
De 1851 à 1855, il est professeur de grammaire au collège libre Saint-Arbogast de Strasbourg, fondé par Raess en 1850 dès après le vote de la loi Falloux du 15 mars 1850, dans le petit séminaire installé au sein de l'ancienne abbaye Saint-Étienne acquis par son évêque en 1847. En effet, auparavant, depuis 1806, les écoles, lycées et facultés étaient regroupées dans un monopole d’État, auxquels seuls les petits séminaires diocésains échappaient, mais dont le nombre et les effectifs étaient strictement limités depuis 1828.Son premier directeur y fut en 1851 Charles-Emile Freppel,,. Il entreprend par ailleurs avec ce dernier une traduction de la mystique de Joseph Görres, projet qu'ils abandonnent quand est publiée à la même époque une autre traduction réalisée par Charles Sainte-Foi (1805-1861),.

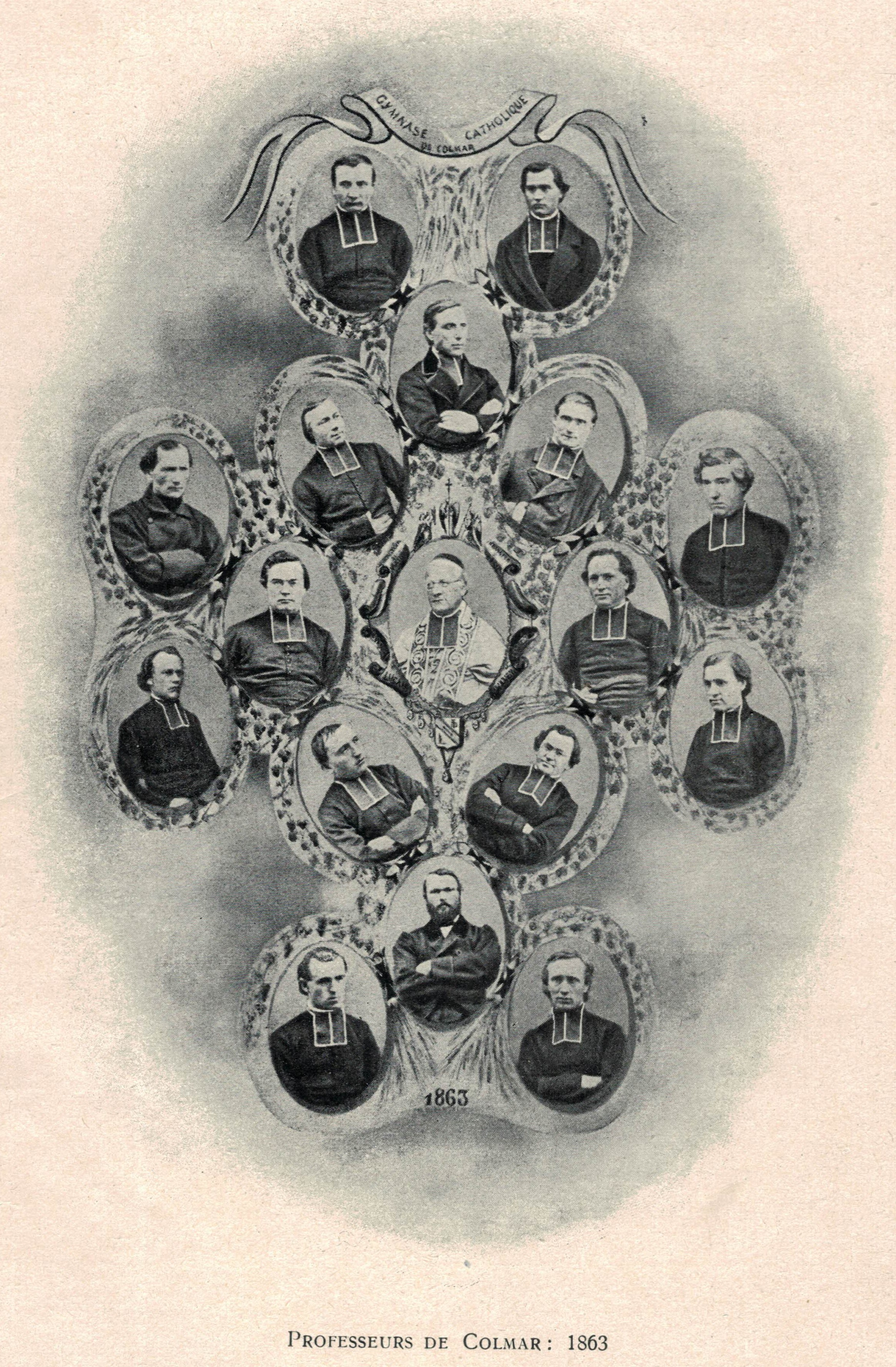
Les professeurs du Collège Libre de Colmar en 1863

#### Professeur de philosophie à Colmar (1855-1872)
De 1855 à 1872, il est professeur de philosophie pendant 17 années au collège libre Saint-André de Colmar, fondé le 20 septembre 1852 par l'évêque de Strasbourg André Raess, deux années après avoir fondé le Collège Saint-Arbogast à Strasbourg. L'établissement a été placé sous la direction de l'abbé Charles Martin (alors professeur de littérature grecque aux Carmes à Paris).
Il y débute comme professeur titulaire avec la quatrième rentrée du nouvel établissement, mais est considéré comme faisant partie du noyau fondateur, n'ayant pas été étranger à sa fondation.
Il est reconnu dans ses compétences en grammaire, en langues et en philosophie.
La notoriété de l'équipe et de la qualité de leur enseignement se démarque à Colmar, ils sont sous la direction de trois prêtres, Charles Martin (1822-1873), le principal, Paul Müller-Simonis (1862-1930), politique et futur fondateur de Caritas-Alsace, et Auguste Hanauer (1828-1908), historien. En quelques années, ils dépassent le nombre d'élèves du collège public de Colmar.
Les professeurs du collège catholique de Colmar sont, tout comme lui, des "libéraux", et cela leur vaut forcément la méfiance de la hiérarchie romaine après le Concile Vatican I,.
Les petits séminaires de Strasbourg et de Zillisheim ont été supprimés par les autorités après avoir refusé l'inspection prussienne, ce qui a fait des collèges libres les nouvelles "pépinières" pour les vocations sacerdotales alsaciennes. Le collège estimait, en 1908, avoir formé 80 futurs prêtres à Colmar et 120 à Lachapelle.
Plusieurs de ses élèves se sont démarqués par leur parcours de vocation sacerdotale, dont on peut citer : le spiritain Jean Martin Ebenrecht (1837-1914), le spiritain supérieur du séminaire français romain Alphonse Eschbach (1839-1923), l'évêque de Trèves, Michael Felix Korum (de) (1840-1921), le chanoine Edmond Brunck de Freundeck (1842-1927), le spiritain Prosper Goepfert (1842-1918), l'évêque de Tarbes-Lourdes, François-Xavier Schoepfer (1843-1927), les deux frères devenus jésuites Pierre Brucker (1842-1927) et Joseph Brucker (1845-1926), le sociologue Henri Cetty (1847-1918), son neveu le clerc national Joseph Guthlin (1850-1917), le médecin et saint martyr jésuite Victor Lomüller (1852-1902), l'évêque de Langres Sébastien Herscher (1855-1931), le jésuite Etterlé (1855-1906), les missionnaires Max Seegmüller et Aimé Raess.
Plusieurs personnalités laïques ont également été ses élèves, dont on peut citer le journaliste et député Léon Lefébure (1838-1911), le politicien et écrivain Charles Grad (1842-1890), le général Paul Kolb (1843-1932), le magistrat Jules Maillet (1844-1916), le médecin, député et sénateur Charles-Louis Fréry (1846-1891), l'entomologiste Jules Bourgeois (1847-1911), l'attaché au service de santé du ministère de la guerre Césaire Zuber (1847-1895), l'avocat et docteur en droit Armand Heisser (1848-1878), le sculpteur Théophile Klem (1849-1923), l'illustrateur Paul Adolphe Kauffmann (1849-1940), le médecin cardiologue Pierre Félix Merklen (1852-1906),, l'ingénieur naval Gaston Romazzotti (1855-1915), le peintre Martin Feuerstein (1856-1931), le général Stéphane Victor Pillot (1856-1924).
De 1851 à 1873, on compte 64 élèves issus du collège qui sont devenus officiers, dont le polytechnicien Alexandre Gilliot, le saint-cyrien Robert Didio et Marie-Célestin Ingold, qui ont tous trois perdu la vie dans les combats franco-allemands de 1870.
Il prononce plusieurs discours, notamment lors des distributions des prix du collège, comme celui du 12 août 1856, publié à Colmar. Il excellait en latin, sachant improviser souvent des discours en cette langue.
En 1862-1863, le collège, propriété personnelle de Raess, devint propriété du diocèse de Strasbourg.
En 1872, appelé à Orléans, il est remplacé par Ignace Grünenwald, originaire de Forstheim et vicaire à Colmar.
Ce n'est qu'après son départ que, de 1873 à 1890, durant les premières années où l'Alsace-Lorraine est intégrée à l'Empire Allemand, le collège libre de Colmar est transféré à Lachapelle-sous-Rougemont, côté français.
Il devient également l'ami et le correspondant de Charles de Montalembert, conseiller politique écouté de Raess, et a eu pour élève et ami Léon Lefébure qui saluera en lui un homme « d'un rare mérite » qui avait « l'ardeur généreuse, l'amour de la jeunesse, l'amour des âmes ».

### Prêtre au service du diocèse d'Orléans (1872-1878)
En 1869, lors du Concile Vatican I, il se rapproche de Félix Dupanloup, avec qui il partage des idées et valeurs communes.
En 1871, quand l'Alsace devient allemande, Dupanloup lui propose de l'associer à ses travaux. En 1872, il le rejoint à Orléans, avec l'autorisation de son évêque Raess, et y devient son bras droit. Il est alors naturalisé français. Il est alors son conseiller politico-religieux et soutien le Parti de l'Ordre. Il permet notamment à l'évêque d'être élu sénateur inamovible le 18 décembre 1875 et critique l'attitude et la stratégie d'Albert de Broglie face au centre gauche en cédant les dernières places de la liste et empêchant une majorité conservatrice et modérée. 
Il contribue à l’instauration de la "liberté de l’instruction supérieure", concrétisée par la loi Wallon du 12 juillet 1875 sur la liberté de l'enseignement supérieur.
Il est nommé chanoine honoraire de la cathédrale d'Orléans en 1875, et vicaire général de Dupanloup en 1877.

### Mort

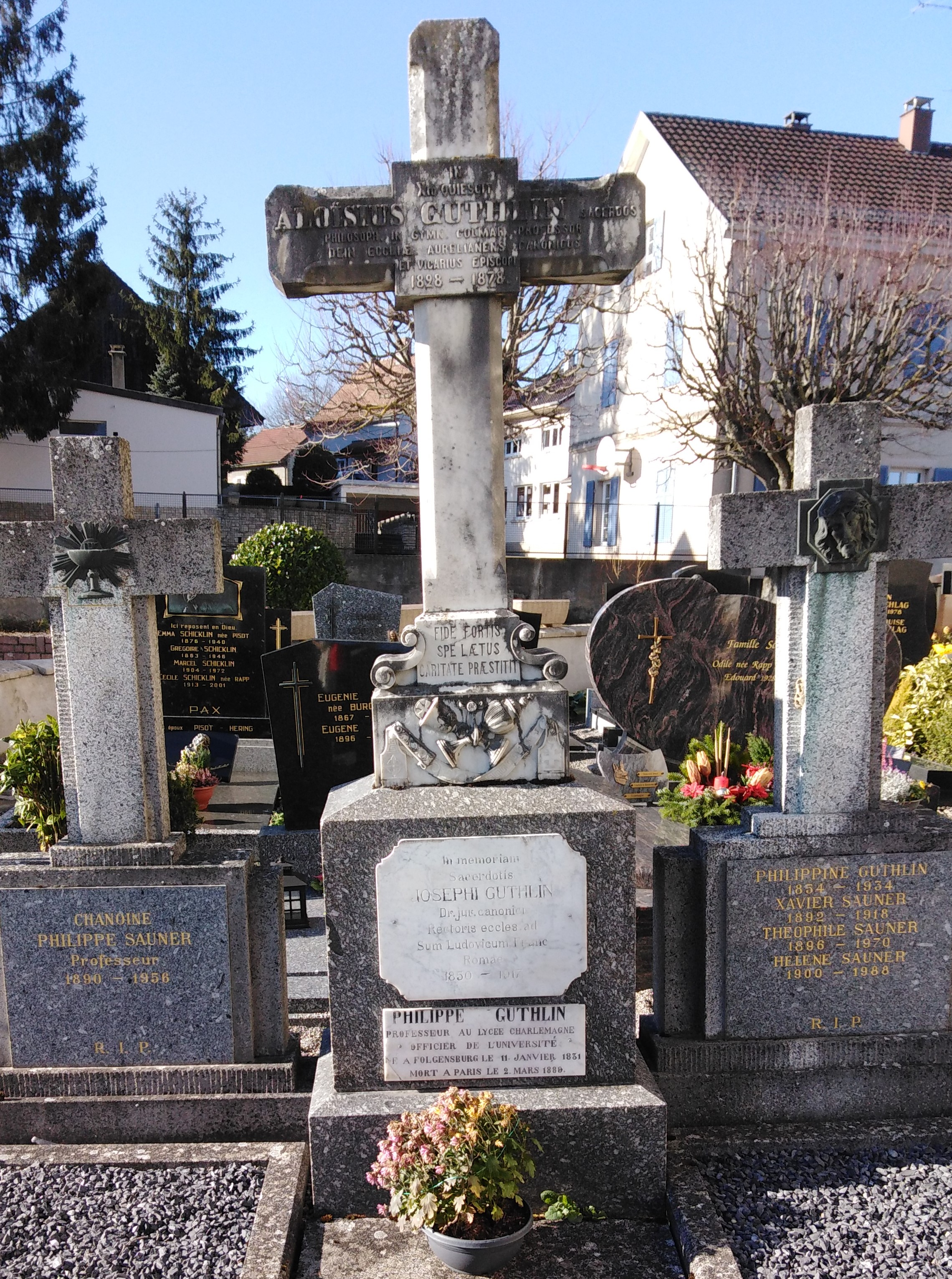
Tombe familiale Guthlin-Sauner à Folgensbourg, où sont inhumés, entre autres, Aloïse Guthlin, son frère Philippe Guthlin (1831-1888), son petit-neveu le chanoine Philippe Sauner (1890-1956), son arrière-petit-neveu le curé Philippe Sauner (1943-2020). Une plaque y fait mémoire de son neveu Joseph Guthlin (1850-1917) inhumé à Rome.

Il meurt en quelques heures d'une hémorragie cérébrale le 20 août 1878, à seulement 49 ans, au Château de la Combe à La Combe-de-Lancey. Il s'y trouve avec son évêque Dupanloup, qui meurt dans ce même lieu seulement 52 jours plus tard (le 11 octobre 1878). Sa dépouille est rapatriée dans son village natal où il est inhumé. On peut lire sur sa tombe à Folgensbourg une inscription latine gravée qui résume bien sa vie : « fide fortis, spe laetus, caritate praestitit » (« Fort de sa foi, heureux par son espérance, il s'est distingué par sa bonté »).

## Prêtre et penseur engagé

### Théologien, philosophe et politique

#### Un théologien chrétien pour qui la charité doit être motrice de toute chose
Sa foi chrétienne, centrée sur l'amour, est animée de passion, concrétisée dans l'amour de Dieu et dans l'amour des autres. Toute volonté et tout travail intellectuel doivent, pour lui, être ancrés dans cet amour. Il l'exprime ainsi : 
« L’amour est une sorte de culte et comme un reflet sacré et divin de Dieu lui-même dans nos cœurs. Dès lors qu’est-ce que toutes ces liaisons honteuses, tous ces plaisirs déréglés, tout ce jargon obscène du vice et de la brutalité, sinon autant de profanations abominables de cette grande et sainte chose qui s’appelle l’amour. (...) Dans ce grand combat de la vie, il faut s’armer contre tout ce qui nous menace, en nous et autour de nous, ramasser toutes ses forces et ne dédaigner aucun secours. Il faut avoir la sainte passion de l’idéal, si l’on ne veut succomber aux tristes passions de la réalité. Il faut s’entourer de toutes les influences de la religion et du ciel, si l’on veut être fort contre les entraînements de la terre. Il faut avoir le culte de l’amour saint et pur, si l’on veut arriver à n’opposer que le mépris et le dédain à l’amour impur. Il faut aimer puissamment ce qui est vraiment digne d’être aimé et faire des affections saintes et légitimes que Dieu nous a données ici-bas, un rempart invincible à toutes les passions mauvaises d’un monde corrompu. Enfin le travail lui-même est une puissante sauvegarde dont il faut faire son profit. Excelsior ! toujours plus haut, avec la grâce de Dieu, telle doit être, sans orgueil et sans suffisance, notre fière et glorieuse devise. »
Cet aspect de sa foi est redit ici, dans le témoignage de Léon Léfébure, soulignant sa manière d'articuler l'amour et la vérité :
« Il faut aimer pour convaincre et pour être convaincu : c'est un vain triomphe que celui que la raison remporte sur la raison ; on n'a rien obtenu tant que l'on n'a point décidé l'âme détournée de la vérité à (...) retourner à la lumière (...). Quand l'âme, disait-il, qui vit de Dieu n'en a plus conscience, quand elle se sépare de lui et s'obscurcit de plus en plus, allant chercher ailleurs et vainement son point d'appui, il se produit quelque chose de semblable à l'interruption ou à l'affaiblissement d'un courant électrique ; les deux pôles n'étant plus reliés, la lumière cesse. Il faut un acte de la volonté pour rétablir la communication. C'est à cet effort qu'il faut provoquer l'âme. Aussi est-il bien inspiré celui qui, ayant entrepris de rendre la foi à celui qui l'a perdue ou de la faire naître chez qui ne l'a jamais eue, lui dit avant : "Aimez Dieu !" Je me recriai : "Mais il ne le connaît pas, Dieu, il en nie l'existence." Qu'il fasse tout le bien qu'il connaît, qu'il cesse pour un moment de se chercher lui-même, de chercher son moi en toutes choses, qu'il cherche la vérité, prêt à l'accepter d'un cœur droit et sincère, quelle qu'elle soit, et à s'y attacher coûte que coûte, et soyez certain que la connaissance et la certitude se produiront dans cet homme et l'illumineront. (...) Dieu a voulu que la vérité entrât du cœur dans l'esprit et non de l'esprit dans le cœur ; que ce sont les œuvres qui font naître l'amour et l'amour produit la connaissance ; que l'amour seul donne la connaissance expérimentale du bien. (...) si quelque chose devait établir la supériorité du Christianisme, c'est que, étant par excellence la religion de l'amour, seul il peut triompher de l'égoïsme qui est la véritable source des maux dont souffre l'humanité. Aimer les hommes, être bon, se dévouer, malgré l'injustice, l'ingratitude, les déboires, chercher à refaire, sur les traces du Maître, le chemin du beau et celui du bien, voilà la grande apologétique, répétait-il, et voilà aussi la condition des meilleures joies qu'il puisse être donné de goûter ici-bas. »

#### Philosophe métaphysicien et penseur de la société en vue d'un "apaisement parmi les hommes"
Dans son éloge funèbre, l'abbé Merklen, devenu son successeur comme professeur de philosophie au collège libre de Colmar, résumera tout le but de son œuvre comme la quête d'un "apaisement entre les hommes", où il prit soin de « dissiper les malentendus, de combattre les préjugés, de convaincre les uns, de persuader les autres, de stimuler ceux-ci, de modérer ceux-là, de pénétrer l'âme de ses collègues et de ses élèves de son zèle pour la gloire de Dieu, pour l'exaltation de l'Église, pour la grandeur du pays, pour le triomphe des opinions modérées et des causes justes, en un mot pour l'apaisement tant désiré auquel nous aspirons tous ». Il précise les formes de cette « pensée unique, celle de l'apaisement » : « Cette âme (...) n'a connu qu'une aspiration, qu'un sentiment, qu'un motif d'action, qu'une pensée, celle de l'apaisement parmi les hommes : apaisement des esprits par l'accord harmonieux de la raison et de la foi, apaisement des consciences par l'union si nécessaire et si souvent méconnue de la vérité et de la charité, apaisement social par la réconciliation des grands intérêts de l'Église et de l'État, apaisement des luttes politiques par l'alliance féconde de la liberté et de l'autorité ! » Il est un penseur de la société, qui pense celle-ci dans sa réalité, non pas comme un conservateur rétrograde ou un opposant à la modernité, mais, au contraire, comme un conciliateur, alliant la modernité aux valeurs morales et chrétiennes. C'est ainsi qu'il « s'était particulièrement intéressé aux progrès des sciences et de l'industrie par lesquels la surface du monde se transforme. Sympathique à ce mouvement, il pensait que pour conjurer le danger d'une prépondérance des choses matérielles, dont il contient la menace, il fallait l'épurer, le moraliser à la lumière de l’Évangile et lui communiquer une sève féconde en scellant l'alliance du christianisme et de la science, de l'industrie et de la religion ».

#### Défenseur des idées du catholicisme libéral
Comme enseignant, intellectuel et penseur, défenseur de la liberté d'apprendre, de penser, de conscience, de croire, de vivre, etc., il se rallie aux idées du parti libéral catholique de son temps pour défendre la liberté civile et la liberté de l'Église catholique, dans un contexte politique français souvent anticlérical. Au sein de ce mouvement initié par Félicité Robert de Lamennais en 1830, rédacteur en chef du journal L'Avenir, il défend à la fois l'ultramontanisme (souveraineté absolue du pape en matière religieuse), le libéralisme (liberté de conscience et d'expression, liberté de l'enseignement, d'association et de la presse), la séparation de l'Église et de l'État, et la démocratie.

### Engagements au cœur des événements de son temps

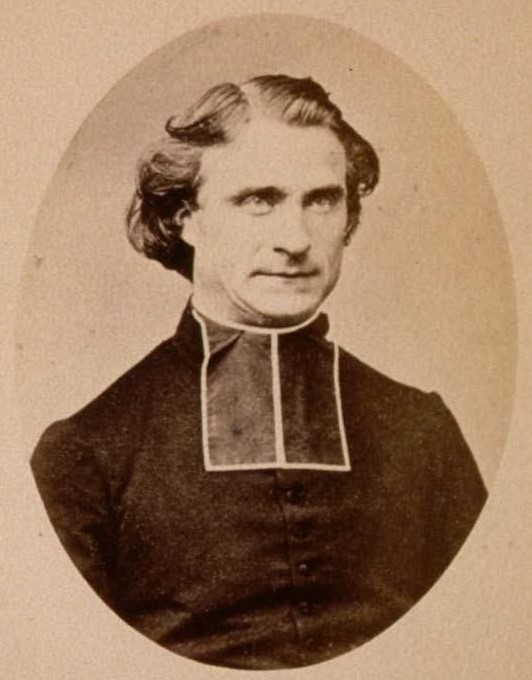
Photo de Aloïse Guthlin

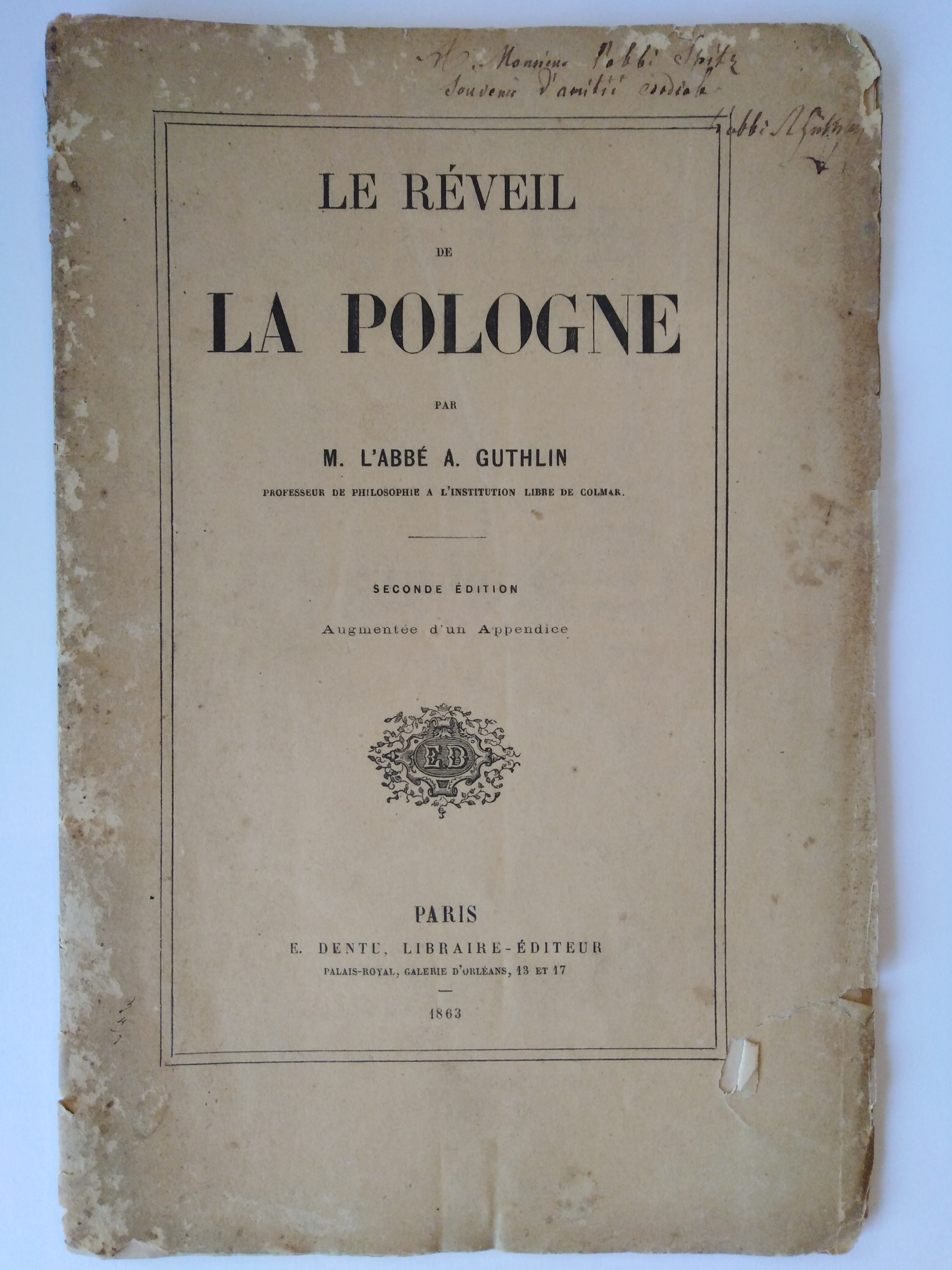
Le Réveil de la Pologne de 1863 autographé par l'auteur Aloïse Guthlin

#### Manifestes politiques et religieux lors de l'insurrection polonaise de 1863
Lors de l'insurrection de janvier 1863 en Pologne, il publie une série d'articles en soutien à la Pologne dans le Journal des villes et des campagnes, articles regroupés et publiés dans une même brochure datée du 27 février 1863 sous le titre Le réveil de la Pologne, dont il augmente la seconde édition d'un appendice le 22 mars 1863. Son évêque Raess l'en félicite. Il est visité par le comte Charles de Montalembert très engagé sur la question, au moment où la France tout entière se passionne pour le destin de la Pologne dans sa lutte pour la défense de sa nationalité et de sa religion. Il publie la même année également Polen und die Diplomatie et La Réponse du prince Gortchakoff. C'est en tant que catholique libéral qu'il prend la défense des insurgés polonais face à l'humiliation politique et religieuse subie, et qu'il en appelle à un engagement politique de la France.
La Pologne en effet a perdu son autonomie depuis le traité de Vienne de 1815 lorsqu'elle est partagée entre la Prusse, la Russie et l'Autriche. En Autriche, la Galicie et la république de Cracovie bénéficient de conditions plus favorables pour la culture polonaise et l'Église catholique, bénéficiant du Concordat autrichien à partir de 1855. En Prusse, le chancelier Bismark n'y conduira qu'à partir de 1870 une politique de germanisation. En Russie par contre, la souveraineté du tsar russe sur le royaume de Pologne est vécue comme une vraie humiliation, des révoltes apparaissent. Sous le tsar Nicolas Ier, l'échec de l'insurrection de novembre 1830 fait perdre à la Pologne ses institutions propres, et sous le tsar Alexandre II, l'échec de l'insurrection de janvier 1863 a abouti à sa division en provinces russes soumises à une intense politique de russification. L'Église gréco-catholique de rite byzantin et dépendante du pape voit ses religieux interdits d'enseigner dès 1831, et sa hiérarchie dissoute et incorporée de force en 1839 à l'Église officielle orthodoxe. Durant ce contexte, l'Église catholique polonaise s’identifiera durablement à la nation polonaise.
Dans son manifeste Le réveil de la Pologne, il appelle à donner satisfaction « aux intérêts suprêmes du droit, de la religion et de l'humanité », dénonce la « politique d'expropriation [de 1815] qui, d'un trait de plume, venait de rayer la Pologne du nombre des nations », et parle du partage de la Pologne comme des « funérailles de la Pologne » et du « crime le plus odieux ». Pour lui, il est plein d'espérance malgré les injustices subies par les Polonais, sa « conscience (...) se dit que la vie de la Pologne est impérissable, et qu'elle revivra », que « la nationalité polonaise est indestructible » et que la ruine de la Pologne est un désordre intolérable qui s'éternise et empêche l'Europe de trouver son équilibre. Enfin, il se demande : « l'heure de la renaissance est-elle venue ? » Il mentionne dans son manifeste « la lutte sanglante qui s'engage à ce moment-même sur les bords de la Vistule, entre les soldats de l'autocratie et les enfants de la Pologne », affirmant que « la Pologne se lève comme un seul homme, secouant ses chaînes » dans une « croisade du patriotisme et de la foi ». Il dénonce les Prusses qui laissent l'armée russe pénétrer son territoire pour y combattre les Polonais, ainsi que la non-intervention de la France, de l'Angleterre et de l'Autriche qu'il somme d'intervenir. Ce désengagement est pour lui le signe que le « droit des nations » a péri. Il regrette les erreurs du passé avec les occasions pour reconstituer le royaume de Pologne manquées par Napoléon en 1812 ou par les alliés en 1815, ou encore avec l'inaction des autres nations lors de l'insurrection de novembre 1830 ou de la guerre de Crimée en 1855. Il conclut qu'« il faut rendre la Pologne aux Polonais » et qu'« une alliance nouvelle, la sainte alliance de la justice et de la liberté, formée cette fois par la France, l'Angleterre et l'Autriche, appuyée sur l'opinion universelle, bénie par les catholiques du monde entier, abriterait, dans les plis de son drapeau, non plus la brutale oppression de l'autocratie, mais la foi, la vie et l'avenir de la libre Pologne ». Il ajoute que cette politique bénéficierait à tous, hormis à la Russie, et il l'appelle la « simple politique du bon sens et de la justice. »
Dans son appendice du 22 mars 1863, il précise que « l'insurrection s'est propagée avec une rapidité extrême », et il y loue ceux qui soutiennent la cause polonaise en France, dont le comte de Montalembert,, et Dupanloup. Il affirme que les progrès de l'insurrection, dont le caractère est essentiellement antirévolutionnaire et national, attire les sympathies de l'Église et du monde entier, et il rappelle « l'obligation impérieuse, pour les gouvernements, de prendre en main la cause de la Pologne, et de donner satisfaction à l'opinion générale », affirmant que « le droit longtemps humilié d'un peuple qui ne veut pas mourir aura aussi son jour de réparation et de triomphe ». Il condamne « l'incurable défiance » entre les puissances européennes qui vont « condamner l'Europe à l'impuissance et la Pologne à une oppression sans fin ». Il s'insurge contre l'inaction du gouvernement français, dont le ministre Adolphe Billault vient de rappeler les inconvénients, l'insuffisance, les impossibilités politiques des traités de 1815 (défaite napoléonienne),. Il est convaincu qu'« il faut agir et l'on agira (...), la France agira donc ; elle agira promptement, résolument, car le temps presse, car l'œuvre d'extermination continue, car le sang polonais coule par torrents ; qu'on se hâte donc ! Dieu et la Pologne feront le reste ».
Les faits historiques ne seront pas à la hauteur de ses espérances, puisque l'insurrection de Janvier 1863 se soldera par un échec et qu'il faudra encore attendre 1918 pour que la Pologne recouvre finalement son indépendance.

#### Une œuvre philosophique et apologétique contre le positivisme (1865 et 1873)
Son œuvre majeure est philosophique et apologétique, intitulée Les Doctrines positivistes en France, éditée en 1865 (augmentée et rééditée en 1873), où il réfute entre autres Auguste Comte et le positivisme. Il y combat notamment l'athéisme et le matérialisme qui le constituent. Dupanloup donne, dans la préface de son livre, la mesure du combat qu'il mène, en précisant que, en effet, « le positivisme prétend supprimer Dieu, l'âme, la liberté, l'immortalité, les principes absolus de la loi morale, toutes les vérités, non-seulement de la religion, mais de la raison elle-même ».
Il y expose la doctrine positiviste en partant des pensées de Comte et Littré (chapitre I) et de ses principaux chefs d'école (chapitre II), et examinant ce qui en est reçu par les contemporains (chapitre III). Il analyse le positivisme et le met en procès selon plusieurs angles d'attaque, tels que ses contradictions de logique (chapitre IV), son lien avec le scepticisme de Kant (chapitre V), son scepticisme absolu (chapitre VI), ses écarts par rapport au procédé dialectique de la raison (chapitre VII), sa classification et son rapport à la science (Chapitre VIII), son rapport à la théorie darwinienne (chapitre IX), sa faiblesse par rapport au problème du mouvement (chapitre X) et au problème de la vie (chapitre XI), son incompatibilité avec les lois de la morale (chapitre XII), son rapport à l'art (chapitre XIII) et son influence dans les lettres et les arts (chapitre XIV), son influence sur la société (chapitre XV), ses preuves (chapitre XVI) et son rapport au surnaturel (chapitre XV). Enfin, après une analyse minutieuse, il donne les conclusions de son étude (chapitre XVIII).
Il entend y démontrer que « le positivisme comprend un double programme : l'un officiel et avoué qui écarte le problème métaphysique et religieux par une simple fin de non-recevoir ; l'autre officieux et dissimulé qui reprend en sous-œuvre le problème qu'on avait répudié d'abord et en recherche la solution dans l'atomisme rajeuni d’Épicure et de Lucrèce. Le premier, n'est ni une philosophie, ni une religion. Le second se résume dans l'athéisme et le matérialisme purs et entraîne la ruine complète de toute philosophie et de toute religion ».
Pour lui, « ce futur dogme de l’humanité constitue dans son ensemble et dans ses détails une des doctrines les plus humiliantes que l'esprit d'erreur ait infligées à la foi des siècles et à la raison même du genre humain ». À travers le positivisme, il met en garde contre l'athéisme, et constate que le nom de Dieu n'est pas tant nié, mais que ce qui est nié « c'est l'idée de Dieu, l'affirmation du Dieu véritable et vivant », si bien que ce qui reste affirmé sous diverses formules divines, c'est « l'idée d'un Dieu qui n'est plus Dieu, qui, loin d'être Dieu, n'en est que la parodie et la moquerie ».
Il fait le constat de cette attaque contre Dieu, aussi bien dans le matérialisme de Hobbes, le scepticisme de Hume, le naturalisme d'Helvétius, de Diderot et de leurs disciples, les arcanes du panthéisme de Fichte, le panthéisme objectif de Schelling, le panthéisme idéaliste de Hégel, le rationalisme critique et mythologique de Strauss et de l'École de Tübinguen, le matérialisme contemporain de Büchner et de Moleschott, le positivisme naturaliste de Mill, de Darwin et de Taine, le positivisme atomistique de Littré et d'About, le positivisme atomistique et criticiste de Renan et Havet, l'idéalisme hégélien de Vacherot et de Scherer, tous énonçant « la négation plus ou moins voilée de la personnalité divine ». Pour chacun, « le fond reste le même, et ce fond, c'est la négation du Dieu vivant et personnel, du Dieu parfait et infini ». Et parmi tous les systèmes analysés, il affirme que « le positivisme nous offre la forme la plus concrète, la plus actuelle et, en un sens, la plus populaire de cet athéisme ». Pour lui, les athéistes ont des « mains parricides », et le remède à cette "erreur" est un retour à la foi : « ce qu'il nous faut donc faire revivre dans la pensée, dans la volonté, dans la vie des individus et des sociétés, c'est la foi intime, profonde, indestructible, au Dieu vivant, au Père qui est dans les cieux, au Père tout-puissant, omniscient et tout-présent qui seul peut nous révéler l'énigme de notre destinée, guérir l'angoisse de nos âmes et les empêcher de périr d'inanition ».
En conclusion, il reconnait avoir combattu ce qu'il y a de faux dans le positivisme, mais veut, par justice, aussi énoncer ce qu'il contient de vrai. Il synthétise l'erreur fondamentale du positivisme qui est, pour lui, le fait d'affirmer que « les réalités du monde expérimental et relatif sont les seules que nous puissions connaître d'une connaissance positive et certaine » et qu'ainsi « les réalités du monde métaphysique et absolu, si tant est qu'il en existe, échappent à toute la connaissance et à toute certitude ». Cette "erreur" du positivisme est pour lui l'expression du « scepticisme de Kant, étendu non-seulement à la réalité objective des idées de la raison pure, mais à toutes les idées de la raison pratique sans exception ». Et, par ailleurs, il désigne comme une "vérité" du positivisme son affirmation que « les réalités métaphysiques et absolues, aussi bien que les réalités expérimentales et relatives, peuvent être l'objet de notre connaissance et de notre certitude ».
Partant des énoncés de ce qu'il nomme respectivement "erreur" et "vérité" dans le positivisme, il invite les positivistes à faire une analogie entre les vérités mathématiques et les vérités métaphysiques, qui ont en commun d'être « rationnelles, nécessaires, éternelles et absolues ». Pour les positivistes, si les sciences des mathématiques sont appelées "exactes", c'est parce que ses vérités « s'incarnent dans les données expérimentales et sensibles du nombre, du mouvement et de l'étendue », comme « une révélation de l'absolu sous la forme du relatif », l'absolu revêtant alors « un caractère palpable et positif ». Et c'est d'ailleurs en abusant de cette vérité, avec quelques réserves encore au profit de la raison morale pour Kant mais sans plus aucune réserve pour les autres, que Kant et les positivistes concluent qu'il n'y a plus aucune certitude possible en dehors du domaine de l'expérience, et donc une impossibilité pour l'homme d'accéder aux vérités métaphysiques. Cet abus les fait ici basculer selon lui de la "vérité" à l'"erreur". Il conclut donc son œuvre en invitant les positivistes à faire une analogie entre la métaphysique et les mathématiques, et qui est aussi une invitation à réhabiliter les vérités métaphysiques de la foi, qui sont pour les chrétiens, accessibles dans l'expérience de l'événement de la révélation de Dieu lui-même en Jésus-Christ, qui est l'incarnation et la manifestation sensible de Dieu, "Dieu fait homme" : « Dieu ou l'Absolu, disent-ils, passe la portée de notre regard ; c'est un idéal, une abstraction ; et ce n'est que cela. (...) supposons que le fait que nous avons signalé pour l'absolu mathématique, se produise également pour l'absolu métaphysique. Que l'idéal divin s'incarne sous une forme concrète et sensible ; qu'il s'affirme, avec toute l'évidence d'un fait, comme la vérité immuable, substantielle, personnelle et vivante ; que cette vérité se manifeste, non plus à travers le symbolisme d'une œuvre impersonnelle, telle que l'univers, mais par le déploiement direct de sa personnalité (...), que l'Idéal divin devienne un fait expérimental et sensible ; que, pour se révéler à l'homme, Dieu, si je puis ainsi parler, se fasse homme. » Sa réponse finale au positivisme se veut donc à la fois philosophique et apologétique, elle est l'incarnation de Jésus-Christ, "Dieu fait homme", manifesté de manière sensible, empirique et historique, voulant ainsi rendre à l'homme un accès possible aux réalités métaphysiques et à Dieu lui-même à partir de l'expérience humaine sensible.

#### Tentative échouée de fondation d'un journal (1868)
En 1868, il participe à la fondation à Strasbourg du journal catholique L'Écho du Rhin, qui devait paraître tous les deux jours, mais semble finalement n'avoir jamais vu officiellement le jour. Ce journal politique qui devait être à la fois catholique, indépendant et libéral, à l'initiative des catholiques ultramontains, devait voir le jour en lien avec les projets de réforme de la législation de la presse en 1868. Les rédacteurs étaient Jean-Baptiste Berger et les deux prêtres Aloïse Guthlin et Philippe Reinhard, et le journal devait être rédigé entièrement en français. Les raisons de son échec ne sont pas connues.

#### Théologien conseiller de Raess au Concile Vatican I (1869)
Sur la fin 1869, il est sollicité par son évêque André Raess pour l'accompagner au concile Vatican I comme son théologien, notamment en raison de son excellente maîtrise de la langue latine. Le concile s'ouvre le 8 décembre 1869, et, durant son absence au collège à Colmar, il est provisoirement remplacé en philosophie par son confrère Albert Richard. Son confrère du collège de Colmar, l'abbé Simonis, sera également présent au concile, comme théologien de Aloyse Kobès, ainsi qu'un troisième alsacien, l'abbé Bourquart, qui y assiste l'évêque de Bâle, Eugène Lachat.
Il était opposé au dogme de l'infaillibilité pontificale, qu'il ne trouvait pas opportun, contrairement aux trois évêques et aux deux autres conseillers. Il partage ce point de vue avec celui qui deviendra plus tard son évêque, Dupanloup. C'est d'ailleurs à cette époque qu'il entre en relation plus étroite avec lui, qu'il visite régulièrement à la villa Grazioli à Rome durant le concile. Le dogme sera malgré tout promulgué le 18 juillet 1870 par la constitution Pastor Aeternus. Il semble que le comte de Montalembert et Dupanloup, dont il fut le disciple fidèle, passèrent tous deux, peu avant le concile, de l'ultramontanisme à une opposition déclarée au pape Pie IX et à l'infaillibilité pontificale.

#### Un essai sur la politique lors des élections législatives (1869)
En 1869, il publie un écrit de circonstances d'une centaine de pages intitulé Du problème politique de notre temps, après avoir vécu localement une polémique politique, vivement médiatisée dans la presse et qui durera 6 mois, qui fut celle de l'opposition de deux candidats, l'un démocratique et radical — Jacques Félix Frédéric Hartmann (1822-1880), avocat, industriel, conseiller général et maire de Munster, de confession protestante —, et l'autre catholique et libéral — son élève et ami Léon Lefébure (1838-1911), écrivain, journaliste, fils d'industriel et de député, sociologue, de confession catholique —, lors des élections législatives françaises du 24 mai 1869 (IVe législature du Second Empire), dans la première circonscription du Haut-Rhin (Colmar). Avec 18 000 voix contre 11 000, c'est Léon Lefébure qui est élu député, succédant ainsi à son père Eugène Lefébure. Son mandat de député ne durera que du 24 mai 1869 au 4 septembre 1870, écourté par la guerre de 1870.
Jacques Hartmann publie trois manifestes, dont l'un le 18 février 1869, une Lettre de convocation à une réunion privée au sujet des élections, pendant la campagne, et l'autre, après sa défaite, un Mémoire présenté à l'appui d'une demande d'annulation formée contre l'élection de la première circonscription du Haut-Rhin, fin mai 1869, dans plusieurs journaux. Dans son premier manifeste devenu célèbre, le candidat radical attaque le pouvoir temporel du pape, et défend que l'enseignement public doit être essentiellement obligatoire et laïque, attaquant ainsi le "droit d'option" de la loi Falloux de 1850 et appelant à interdire tout enseignement religieux aux instituteurs des écoles publiques primaires. Mais c'est le fait que le candidat défait continue la lutte après sa défaite avec un nouveau manifeste publié dans la presse, attaquant de manière encore plus vive le parti clérical et de manière abusive, qui poussa le professeur Guthlin à publier cet ouvrage pour rappeler les fondements du parti catholique libéral qui défend toujours avant tout la liberté, et pour redire la légitimité de ses idées. En effet, les accusations de l'opposition avancent des accusations qu'il considère comme infondées et comme la simple volonté de « combattre et compromettre l'influence de la religion et l'avenir de l'Église ».
Il relève plusieurs accusations qu'a publiées Jacques Hartmann dans son organe de presse Le Journal de Colmar fondé en 1869. Ce dernier accuse le parti clérical d'être influencé par une doctrine ultramontaine faisant passer les intérêts de l'Église avant ceux de la nation, de vouloir subordonner la société civile à l'omnipotence épiscopale et penser comme légitime le recours au bras séculier pour arriver à l'unité de la foi, de vouloir contrôler la presse, l'imprimerie et les livres dangereux pour la religion, de vouloir soumettre l'État à l'Église comme le corps à l'âme et comme un retour à l'asservissement d'avant la Révolution, de vouloir la liberté d'enseignement exclusivement pour l'Église et non pour l'État, de vouloir légitimer l'autorité de l'évêque sur ce qui doit être enseigné dans les écoles et de vouloir y introduire les vérités éternelles de l'Église. Ce sont à ces attaques qu'il entend répondre par son ouvrage.
Il expose dans son ouvrage la situation du contexte législatif (avant-propos), puis la grandeur et l'importance du problème (chapitre I), ses difficultés (chapitre II), et poursuit avec la cause et le remède au mal traversé (chapitre III) ; il fait ensuite un état actuel de la question (chapitre IV), et développe le thème de la liberté dans l'individu (chapitre V) et dans l'État (chapitre VI), la nature et le principe du pouvoir (chapitre VII), l'absolutisme centralisateur et ses effets (chapitre VIII) ; il continue en dénonçant les faux libéralisme (chapitre IX) ; il expose ensuite le régime représentatif et constitutionnel (chapitre X), la liberté religieuse (chapitre XI), la liberté de l'Église (chapitre XII), la société moderne (chapitre XIII), avant de conclure son propos (chapitre XIV). Il ajoute 5 pièces en annexes en tant que pièces justificatives de son propos : les doctrines des encycliques et le Journal de Colmar (pièce I), une conscience scrupuleuse rassurée (pièce II), une lettre de Léon Lefébure au rédacteur en chef de L'Industriel alsacien (pièce III), un développement sur le catholicisme et le jésuitisme (pièce IV), et sur le rapport de l'évêque de Strasbourg avec le jésuitisme (pièce V).
Il conclut son ouvrage en revenant à sa thèse principale : « Le mal c'est l'absolutisme centralisateur dans les gouvernements, et l'égoïsme dans les cœurs. Le remède sera donc le self-government dans les institutions, et la vertu chrétienne dans les cœurs ». Dans sa condamnation de l'absolutisme centralisateur, il fait référence autant aux trois siècles de monarchies ayant précédé la Révolution Française qu'à la Révolution française elle-même, accusant les révolutionnaires d'avoir « donné le dernier coup à l'autonomie du pays et donné la dernière main à la toute-puissance administrative de l'État ». Il considère cette centralisation comme une « unité gigantesque dont la tyrannie légale et sacrée, personnifiée par l'État souverain (...) broiera les peuples sous le mécanisme d'une monstrueuse centralisation ». Il condamne « l'égoïsme corrupteur qui tend, par la double voie de l'anarchie et du despotisme, à l'asservissement moral des âmes et l’assujettissement politique des peuples », et termine son exposé en exhortant chacun ainsi : « que le monde contemporain rejette les doctrines d'asservissement et de désordre, d'impiété et d'égoïsme, qui l'obsèdent et le fatiguent, et il vivra ».
Cependant, malgré sa défense, la correspondance privée d'Aloïse montre bien qu'il est intervenu dans la campagne électorale en soutien à Lefébure, il a notamment écrit aux curés la veille du scrutin pour les conseillers de se défendre contre les manœuvres de Hartmann. Après la victoire de Lefébure, il soutient activement la recréation du journal l'Alsace qui doit être véritablement catholique et politique. Il devient aussi un proche conseiller du député élu.

#### Bras droit de Dupanloup pour la liberté de l'enseignement supérieur (1875) et la réforme du baccalauréat (1874)
Il est un défenseur de l'indépendance et de la liberté de l'enseignement catholique, combat alors revendiqué par des catholiques de toutes tendances, dont des personnalités marquantes du catholicisme libéral telles que le comte Charles de Montalembert qui fonda le Comité pour la défense de la liberté religieuse en 1844, le Père Henri Lacordaire qui avait pris la défense de la liberté d’association pour les religieux, et encore l'évêque d’Orléans Félix Dupanloup.
Cette lutte, qui le précède, avait abouti progressivement à quelques succès pour l'enseignement catholique, comme la loi Guizot de 1833 qui accorde la liberté pour l’école primaire, et la loi Falloux sous la IIe République en 1850 proposée par le comte de Montalembert et qui donne la liberté au niveau du secondaire. Après avoir rejoint Dupanloup à Orléans en 1872, il devient son bras droit, conseiller et rédacteur, notamment pour la poursuite de cette lutte. Son évêque était entré le 4 juin 1873 au Conseil supérieur de l'instruction publique, au sein duquel il défendait une école « en faveur de l'enseignement libre, religieux et gratuit pour les pauvres », s'opposant aux projets de réforme de Jules Simon qui revendiquait une école « obligatoire, gratuite et laïque ». Avec son évêque Dupanloup qui a impulsé cette lutte pour la liberté au niveau des universités, ils obtiennent une victoire avec le vote de la loi Wallon le 12 juillet 1875, qui, sous la IIIe République, octroie la liberté au niveau de l’enseignement supérieur.
Cette dernière victoire aboutira notamment à la création des premiers Instituts catholiques dont celui d'Angers (1875) avec à sa tête son ancien supérieur de Strasbourg Charles-Emile Freppel devenu entre-temps évêque d'Angers, et également ceux de Paris (1875) dirigé par Maurice d'Hulst, de Lyon (1875), de Lille (1875) et de Toulouse (1876).
Il a également collaboré avec Dupanloup pour l'aboutissement de la réforme du baccalauréat de 1874. Son évêque fut en effet le rapporteur et le principal promoteur de la réforme du baccalauréat ès lettres, qui aboutit en 1874 à la répartition des épreuves du baccalauréat en deux examens séparés, à une année d'intervalle (configuration qui a persisté jusqu'au XXIe siècle).

#### Nouvelle tentative et réussite de fondation du journalLa Défense sociale et religieuse(1876)
En 1876, avec Dupanloup, il tente à nouveau de fonder un journal lorsqu'il est chanoine au diocèse d'Orléans. Cette entreprise réussit et naît le journal La Défense sociale et religieuse (ou La Défense) qui commence à paraître en mai 1876, sous la direction de François Bouvier d'Yvoire (1834-1918) qui le dirigera de 1876 à 1878, en collaboration avec Joseph Denais (qui deviendra le deuxième directeur), Aloïse Guthlin, et d'autres collaborateurs de l'évêque d'Orléans. Ce journal existera une vingtaine d'années et disparaît en 1895.

#### Rédaction deLa crise de l'Églisepour Dupanloup, en vue du conclave (1878)
Il quitte l'Alsace en 1872 pour travailler avec Dupanloup et devient son proche collaborateur dans toutes ses démarches et ses rédactions, que ce soit en politique ecclésiale ou civile. Il rédige pour son évêque, entre 1872 et 1878, un manifeste intitulé La crise (ou La crise de l'Église) en prévision de la mort de Pie IX et du conclave. Ce livre a pour but d'exposer le désaccord entre Dupanloup et le pape Pie IX qui débuta lors du Concile Vatican I au sujet de sa vision du catholicisme libéral, et de peser sur le vote de prochain pape par les cardinaux.
Il est difficile de savoir quelle fut la part de chacun, de lui et de son évêque, dans ce texte paru sans signature et diffusé de manière anonyme. Néanmoins, plusieurs commentateurs affirment qu'Aloïse Guthlin est bien lui-même le rédacteur du texte. Le titre La crise de l'Église désigne le pontificat de Pie IX, au sujet duquel il écrit qu'« il n’a pas assez de larmes quand il décrit, avec une émotion profonde, l’état dans lequel Pie IX a reçu l’Église, et l’état dans lequel il la laissera ». Or cette critique virulente du pontificat de Pie IX ne faisait pas l'unanimité, et l'on a accusé Dupanloup de ne pas être objectif. Les décisions prises sous le pontificat de Pie IX jouent en faveur du pape et ont été saluées à l'époque, telles que la promulgation de l'Immaculée Conception, le Syllabus ou encore l'infaillibilité pontificale définie au Concile Vatican I.
Ce livre fut transmis à tous les membres du Sacré-Collège des cardinaux lors du conclave de 1878 à la mort de Pie IX, avec notamment l'aide de son neveu Joseph Guthlin, alors clerc national à Rome.
Il aurait reçu de vifs reproches de son évêque Dupanloup lorsque l'ouvrage fut mis à l'Index peu après à Rome. Certains ont même accusé les colères de l'évêque d'avoir précipité sa mort survenue seulement six mois après le conclave ayant abouti à l'élection de Léon XIII. Certains par ailleurs doutent qu'il aurait pu s'exprimer en conscience directement contre le pape et son pontificat, et l'accusent de n'avoir été que le scribe de son évêque.

#### Une édition desPenséesde Pascal, avec un essai sur son apologétique (éditée à titre posthume)
L'édition philosophique et critique des Pensées de Blaise Pascal avec un essai sur son apologétique, réalisée par Aloïse Guthlin, ne sera éditée qu'à titre posthume, 20 ans après sa mort. Cette œuvre était destinée, selon le souhait de Lacordaire, à restituer à Pascal sa vraie structure et son authentique portée apologétique. Hélas, sa mort vient interrompre cette entreprise presque achevée, et ce sera son propre neveu, Joseph Guthlin, qui lui donnera la dernière touche, en tenant compte des travaux récents réalisés sur Pascal et sur les Pensées au courant des vingt années écoulées depuis la mort de son oncle.
Dans cette œuvre, il a voulu restituer le "plan primitif" de Pascal. Il ordonne les Pensées en deux grandes sections : la première sur l'’homme déchu de sa grandeur par le péché (en 18 chapitres), et la seconde sur l’homme relevé de sa ruine par Jésus-Christ, son sauveur (en 27 chapitres).
Il précède les Pensées par un essai sur l'apologétique de Pascal de 185 pages. Dans cet essai, il présente successivement l'œuvre de Pascal (chapitre I) et plus spécifiquement les Pensées (chapitre II), puis le plan et la doctrine des Pensées (chapitre III), avec la méthode et les principes de cette apologétique (chapitre IV), et il approfondit le génie de l'apologiste et de l'écrivain qu'est Pascal (chapitre V), et étudie son rapport avec le scepticisme (Chapitre VI) et les diverses objections du scepticisme (chapitre VII), et son rapport au jansénisme (chapitre VIII), avant de conclure par l'utilité actuelle de l'œuvre apologétique de Pascal (chapitre IX). Son but est de fournir au lecteur les clés de compréhension des Pensées de Pascal.
L'intérêt de cette œuvre est de présenter Pascal sous un nouvel aspect, non en voyant d'abord en lui ni le sceptique comme l'ont fait Cousin, Franck et Havet, ni le janséniste comme l'ont fait la plupart des autres critiques. Il propose une vision bien orthodoxe de Pascal, voulant d'abord tirer le meilleur de l'apologétique de Pascal pour en faire bénéficier l'apologétique chrétienne contemporaine. Il a donc s'agit de purifier le message de Pascal du scepticisme et du jansénisme, des influences de Montaigne et de sa fréquentation de Port-Royal, tout en y ajoutant les progrès en histoire et en exégèse. Cela produit alors « une apologie vaste et puissante, qui, par sa méthode à la fois psychologique, historique et morale, s’élevant de l’homme à Jésus-Christ, de la chute à la Rédemption, de l’Ancien au Nouveau Testament (indissolublement reliés par l’idée de messianité), s'intéressant à la conquête de la vérité de l’âme tout entière, le cœur et la volonté aussi bien que la raison, cela fera un merveilleux itinéraire de l’homme vers Dieu, aussi bien adapté aux besoins de notre époque positiviste qu’aux besoins de la société des libertins que Pascal voulait convertir ».
Il semble qu'il ait eu tendance à limiter de manière excessive l'influence de Port-Royal sur Pascal, « cette influence [de Port-Royal] ne saurait être exagérée, quoi qu'en ait dit le chanoine Guthlin, qui montre Pascal échappant, à force de grandeur personnelle, à ce qu'il pouvait y avoir à la fois d'étroit et de tyrannique dans l'école dont il s'était fait l'élève. »

## Œuvres

### Livres
Publications lors de l'insurrection polonaise de 1863 :
- Le Réveil de la Pologne, Ed. Dentu, 1863, Paris, 22 p. (reprise d'un article paru initialement dans le Journal des villes et des campagnes[15])
- Polen und die Diplomatie, Ed. Huder, 1863, Strasbourg, 18 p.
- La Réponse du prince Gortchakoff, Ed. Huder, 1863, Strasbourg, 15 p.

Une œuvre sur la politique (en 1869) :
- Du problème politique de notre temps, Ed. C. Decker, 1869, Colmar, VII-99 p.

Son œuvre principale de philosophie et apologétique (2 éditions en 1865 et 1873) :
- Les Doctrines positivistes en France, études sur les œuvres philosophiques de MM. Littré, Taine et About, Ed. Douniol, 1865 (1re éd.), Paris, 175 p.
- Les Doctrines positivistes en France, Libr.-Edit. Bray et Retaux, 1873 (2e éd.), Paris, 408 p.

Nouvelle édition des Pensées de Pascal (parution à titre posthume près de 20 ans après sa mort, en 1896) :
- Les Pensées de Pascal reproduites d'après le texte autographe, disposées selon le plan primitif et suivies des Opuscules. Edition philosophique et critique, enrichie de notes et précédée d'un Essai sur l'apologétique de Pascal, Ed. P. Lethielleux, 1896, Paris, CXCV-508 p.

Autres publications liées à l'Église catholique :
- Création et créateur, quelques observations adressées à M. Kaeppelin, Ed. De Leroux, 1863, Strasbourg, 16 p. (extrait de la Revue catholique d'Alsace[15])
- La crise de l'Église (brochure visant la réconciliation de l'Église et du monde moderne)[p]

### Articles
Articles parus dans la Revue catholique de l'Alsace :
- Création et Créateur, observations adressées à M. Koeppeli (1863)
- Du positivisme de Renan, Littré, Taine et About (1865)
- Recension du livre de Alfred de Besencenet : Le bienheureux Pierre Fourrier et la Lorraine (1865)
- Article nécrologique sur M. le curé Zanker de Wentzwiller (1865)

#### Sa vie et son œuvre
- Epp René, 1828-1878 – Aloïse Guthlin – Un philosophe et théologien, disciple de Dupanloup, Figures du catholicisme en Alsace, Ed. Coprur, 2007, 430 p.
- Epp René, Le mouvement ultramontain, Strasbourg, 1975, p. 395 et p. 701-705
- Ingold A. M. P., Association amicale des anciens élèves, Histoire du collège libre de Colmar-Lachapelle, Imp. J.-B. Jung, Colmar, 1908
- Kintz J.P., Journaux politiques et journalistes strasbourgeois sous le Second Empire, Strasbourg, 1974, p. 62
- Lefébure Léon, Portraits de croyants au 19e siècle, Paris, Ed. Plon, 1905
- Lefébure Léon, Union pour l'Action morale, bulletin no 5, 25 décembre 1892, p. 120-124 (extrait du Correspondant, 1888)
- Merklen P. A., Paroles prononcées sur la tombe de Monsieur le chanoine A. Guthlin, vicaire général d’Orléans, le 26 août 1878 par M. l’abbé Merklen, professeur de philosophie au Collège libre du Haut-Rhin, Imp. de Ve J.B. Jung, 1878, Colmar, 12 p.
- Merklen P. A., L’abbé A. Guthlin : éloge funèbre prononcé le 31 octobre 1878 à Lachapelle-sous-Rougemont par l’abbé P. A. Merklen professeur de Philosophie, Imp. Paul Hoffmann, Montbelliard, 1878, 12 p.
- Moller, Am Sarge des hochw. hrn. Abbé Aloïs Güthlin, Generalvikar von Orleans, gestorben in Lacombe den 20. August, beerdigt in Folgensbourg den 26. August 1878, Nachruf des hrn. Pfarrers Moller, Buchdruckerei v.U.Sutter, Rixheim, 1878, 16 p.
- Morand Sundgauer, "Ein Dreigestirn von Volkensberg" dans l'Annuaire de la Société d'Histoire Sundgovienne, tome II, Ed. Alsatia, 1934, Mulhouse, 160 p., p.  65-72
- Mossmann X., "Aloyse Guthlin" dans Biographies alsaciennes avec portraits en photographie, Série 5, Ed. A. Meyer, Colmar, 1884-1890
- Muller Claude, Dieu est catholique et alsacien. La vitalité du diocèse de Strasbourg au XIXe siècle, Strasbourg, 1987
- Muller Claude, Guthlin Aloyse, in L’Alsace – Dictionnaire du monde religieux dans la France contemporaine, dir. VOGLER Bernard, Ed. Beauchesne, 1987, p. 175-176
- Sitzmann Edouard (fr.), Güthlin, Aloïse, in Dictionnaire de Biographie des Hommes célèbres de l’Alsace depuis les temps les plus reculés jusqu’à nos jours, tome premier – A-J, Imp. F. Sutter & Cie, Rixheim (Alsace), 1909, p. 671-672
- R.P. AT, prêtre du Sacré-cœur, Apologistes français au XIXe siècle, Ed. Bloud et Barral, 1898, Paris
- Article Guthlin Aloyse, in Nouveau dictionnaire de Biographie Alsacienne, fascicule 14, 1989, p. 1340-1341
- Historique de Folgensbourg et le bicentenaire de son Église 1776-1976, plaquette éditée par l’Association Socio-Sportive et Culturelle de Folgensbourg, 1976, p. 66
- Site internet : http://www.textesrares.com/philo19/noticeAuteur.php?nom_aut=Guthlin&prenom_aut=Alo%EFse

#### Citations dans les commentaires
- Prudhomme Sully, La vraie religion selon Pascal, Ed. Ligaran, 2016, 436 p. (il est cité à 5 reprises dans cette étude)
- Souriau Maurice, Pascal, Ed. Société Française d'Imprimerie et de Librairie, Paris, 1897